# 邁克爾·克勞德
邁克爾·喬納森·克勞德（英語：Michael Jonathan Cloud，1975年5月13日—）是一位美國政治人物，自2018年起代表德克薩斯州第27國會選區聯邦眾議員。他是共和黨籍。

## 众议院

### 2018年特别选举
克劳德接替共和党布莱克·法伦特霍尔德，因用公共资金解决性骚扰诉讼而在争议辞职。
2018年6月30日，克勞德赢得特别选举，以55%对32%击败民主党候选人埃里克·霍尔金。

### 2018年定期选举
11月，克劳德再次击败霍尔金，其他候选人还有独立候选人詹姆斯·杜尔和自由党候选人丹尼尔·蒂努斯，得票率为60.3%。

### 2020年
克劳德以63.1%得票率击败民主党候选人里卡多·德拉富恩特和自由党候选人菲尔·格雷。

## 外部連結
- Congressman Cloud （页面存档备份，存于） official U.S. House website
- Campaign website （页面存档备份，存于）
- 中的“邁克爾·克勞德”
- C-SPAN內的頁面（英文）